# Romanija

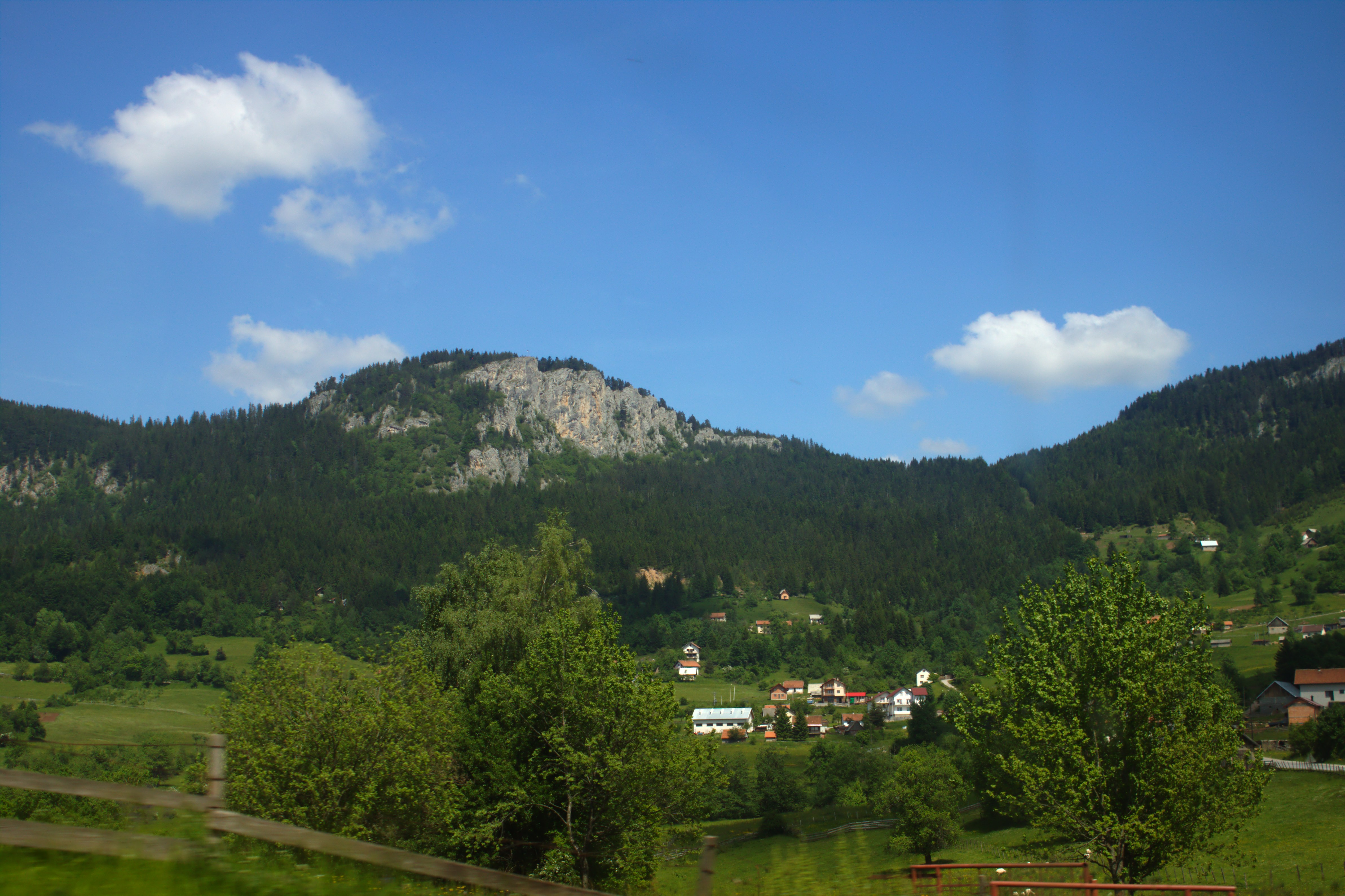
Horská krajina v pohoří Romanija

Romanija (v srbské cyrilici Романија) je pohoří v centrální části Bosny a Hercegoviny. Nachází se cca 10 km východně od hlavního města Sarajeva, na území Republiky srbské. Nejvyšším vrcholem pohoří je kopec Veliki Lupoglav (s nadmořskou výškou 1652 m n. m.).
Pohoří má několik masivů (Jahorina a Glasinac). V Romaniji se také nachází Novakova jeskyně, která má spojitost s hajdukem Starinou Novakem.
Podle pohoří Romanija nese název jeden z regionů Republiky srbské, a to Sarajevo - Romanija. Název pohoří pochází od jména Vlachů, kteří zde žili ve středověku jako pastevci.
Pohoří Romanija je zmíněno také v srbochorvatské verzi písně Partizánská, kde se zpívá o Titovi překračujícím se svojí armádou pohoří Romanija.